# Teresa Jasińska-Brodzka
Teresa Jasińska-Brodzka (ur. 18 lutego 1939 w Bucniowie, zm. 15 sierpnia 2019) – polska pedagog, działaczka społeczna, działaczka opozycji antykomunistycznej w PRL.

## Życiorys
Ukończyła filozofię na Uniwersytecie Jagiellońskim. Pracowała na Politechnice Śląskiej, skąd jednak w 1977 została zwolniona. W 1981 obroniła doktorat na Uniwersytecie im. Adama Mickiewicza w Poznaniu. W 1980 podjęła pracę w ZOZ w Zabrzu. W tym samym roku wstąpiła do Solidarności, organizowała działalność związkową w miejscu pracy. W 1981 represjonowana, internowana i zwolniona z pracy; w 1983 przywrócona do pracy po orzeczeniu sądu. Pracowała następnie w Pałacu Młodzieży w Katowicach. Wspomagała akcje strajkowe, kolportowała wydawnictwa podziemne, zajmowała się organizacją pomocy finansowej rodzinom represjonowanych. Prowadziła archiwum represji w Regionie Śląsko-Dąbrowskim. W latach 1984-1989 przedstawicielka Komitetu Helsińskiego.
W latach 1983-1990 rozpracowywana przez funkcjonariuszy Ministerstwa Spraw Wewnętrznych w Zabrzu i Katowicach.
Po 1989 pracowała w Kuratorium Oświaty i Wychowania w Katowicach i w Pałacu Młodzieży, w 1995 przeszła na emeryturę. Prowadziła działalność społeczną, należała do Społecznego Komitetu Pamięci Górników KWK „Wujek” w Katowicach poległych 16 grudnia 1981 roku oraz Stowarzyszenia Represjonowanych w Stanie Wojennym Regionu Śląsko-Dąbrowskiego. W okresie 1990-1992 działaczka Porozumienia Centrum. 
W 2009 odznaczona została Krzyżem Oficerskim Orderu Odrodzenia Polski.